# Căscioarele (okręg Konstanca)
Căscioarele – wieś w Rumunii, w okręgu Konstanca, w gminie Cerchezu. W 2011 roku liczyła 277 mieszkańców.